# 우순실
우순실(1963년 1월 31일 {음력 1월 7일} ~ )은 대한민국의 가수이다.

## 생애
1982년 한양대학교 작곡과 재학 당시 MBC 대학가요제에서 《잃어버린 우산》으로 동상을 수상하여 가요계에 데뷔했다. 이후 추계예술대학교 국악과로 편입하여 졸업하였다.
보컬 피처링 마스터로도 활동하였으며 1993년부터 이듬해 1994년까지 명지실업전문대학 실용음악학과 겸임교수를 지낸 전력이 있다.

## 앨범
- 1집 《잃어버린 우산》(1984년)
- 2집 《꼬깃 꼬깃 해진 편지》(1988년)
- 3집 《떠날거야》(1996년)
- 4집 《Again》(1999년)

## 가족 관계
- 배우자 : 김헌준 (1965년 ~ ) - 1991년 결혼, 2009년 이혼
  - 딸 : 김민지 (1996년 ~ )
  - 아들 : 김윤수 (2003년 ~ )